# Petrochelidon
Petrochelidon este un gen de păsări din familia de rândunele Hirundinidae. Numele genului Petrochelidon derivă din greaca veche, petros care înseamnă „stâncă” și khelidon „rândunică”.

## Specii
Genul conține zece specii:
| Imagine | Denumire comună                 | Denumire științifică       | Distribuție |
| ------- | ------------------------------- | -------------------------- | --- |
|         | Rândunică de stâncă             | Petrochelidon pyrrhonota   | Canada și Statele Unite ale Americii, țări din America de Sud, cum ar fi sudul Braziliei, Uruguay și părți din Argentina.                                                                        |
|         | Rândunică de peșteră            | Petrochelidon fulva        | sud-estul New Mexico, Texas, Florida, Antilele Mari, porțiuni din sudul Mexicului și de-a lungul coastei de vest a Americii de Sud.                                                              |
|         | Rândunică cu gât roșcat         | Petrochelidon rufocollaris | Ecuador și Peru. |
|         | Rândunica lui Preuss            | Petrochelidon preussi      | Benin, Burkina Faso, Camerun, Republica Centrafricană, Ciad, Republica Congo, Coasta de Fildeș, Guineea Ecuatorială, Ghana, Guineea, Guineea-Bissau, Mali, Niger, Nigeria, Sierra Leone și Togo. |
|         | Rândunică de stâncă cu gât roșu | Petrochelidon rufigula     | Angola, Republic Congo, Republica Democrată Congo, Gabon și Zambia. |
|         | Rândunică de la Marea Roșie     | Petrochelidon perdita      | Sudan. |
|         | Rândunică sud-africană          | Petrochelidon spilodera    | Botswana, Republica Congo, Republica Democratică Congo, Gabon, Lesotho, Malawi, Namibia, Africa de Sud, Zambia și Zimbabwe.                                                                      |
|         | Rândunică indiană               | Petrochelidon fluvicola    | Afghanistan, Bangladesh, India, Nepal și Pakistan. |
|         | Lăstun ariel                    | Petrochelidon ariel        | Australia, cu unele păsări ajungând în Noua Guinee și Indonezia. |
|         | Lăstun de copac                 | Petrochelidon nigricans    | Australia, Noua Guinee, Indonezia la est de linia Wallace și Insulele Solomon. |